# Lasiopetalum bracteatum
Lasiopetalum bracteatum är en malvaväxtart som först beskrevs av Stephan Ladislaus Endlicher, och fick sitt nu gällande namn av George Bentham. Lasiopetalum bracteatum ingår i släktet Lasiopetalum och familjen malvaväxter. Inga underarter finns listade i Catalogue of Life.